# USS Pennsylvania (1916)
De USS Pennsylvania (BB-38)' was een Amerikaans slagschip aan het begin van de Tweede Wereldoorlog in de Grote Oceaan.
Toen de oorlog uitbrak tussen Japan en de Verenigde Staten, op 7 december 1941, lag de USS Pennsylvania in het droogdok Number One Navy Yard van Pearl Harbor.

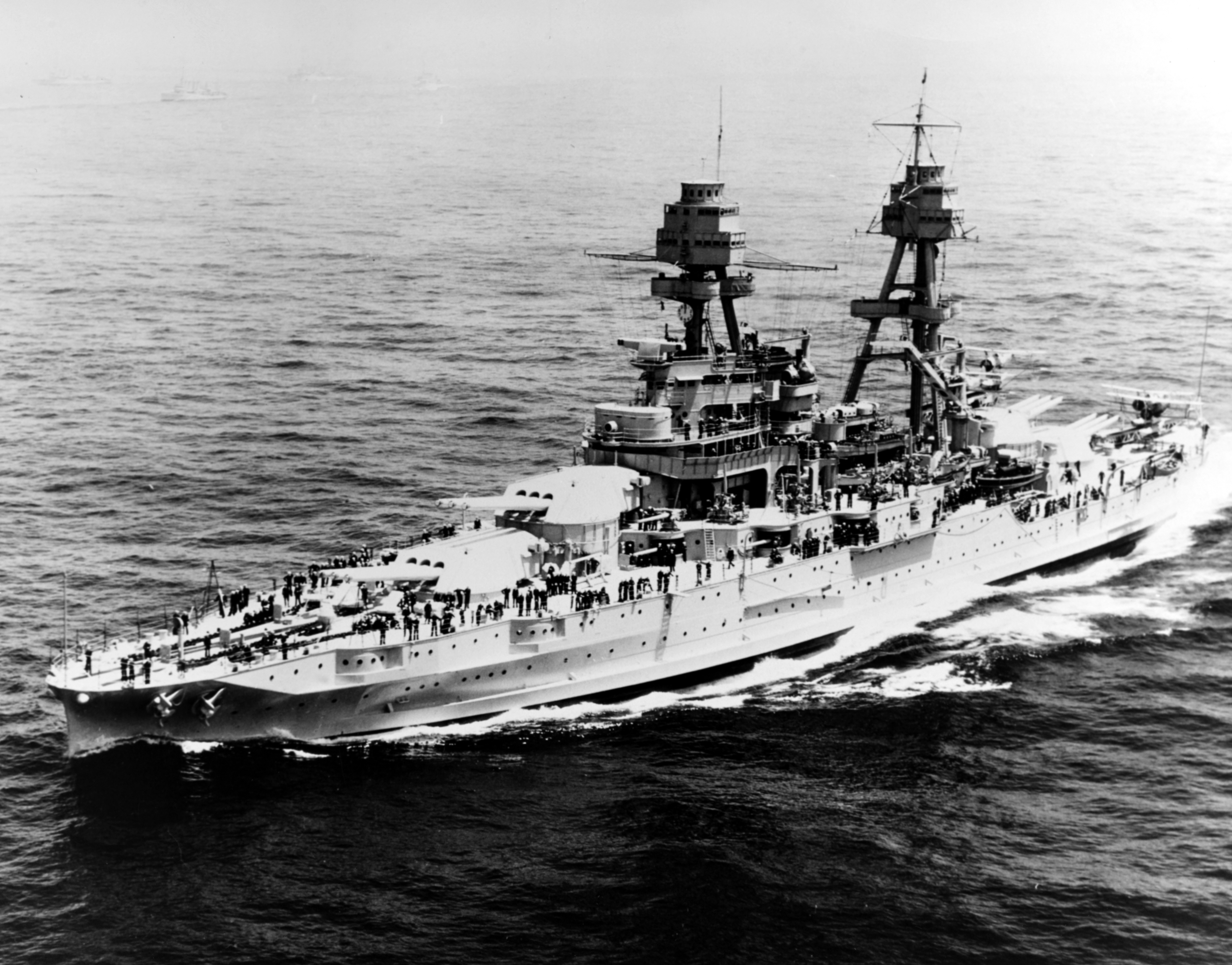
USS Pennsylvania (BB-38)

## Geschiedenis
De USS Pennsylvania (BB-38), die onder bevel stond van kapitein-ter-zee C. M. Cooke Jr., lag te Pearl Harbor op 7 december 1941, in het droogdok, toen de oorlog boven haar uitbrak. Op 6 december lag ze in het droogdok nº 1 achter twee torpedojagers, de USS Downes (DD-375) en USS Cassin (DD-372), die bijna zij aan zij, vooraan het droogdok lagen. Het droogdok nº 1 Navy Yard, was al volgelopen met water toen, rond 08.00 u. die zondagmorgen, Japanse Aichi D3A "Val"-type duikbommenwerpers en Nakajima B5N "Kate"-type torpedobommenwerpers, onverhoeds en onverwacht verrassend Pearl Harbor aanvielen.

## Droogdokken
De droogdokken lagen zuidelijker en aan de overzijde van Ford Island waar de zeven grote slagschepen, een olietanker en een reparatieschip, bij hen lagen op dit moment. Pearl Harbor had twee grote en brede droogdokken waarin 6 torpedobootjagers, 1 mijnenveger en 5 grote oorlogsschepen in lagen, waaronder de USS St. Louis, USS San Francisco, USS New Orleans, USS Ramapo en USS Rigel. Daarnaast lagen twee open insteekdokken waaronder de USS Swan, USS Argon, USS Sacramento en enkele kleinere oorlogsschepen die erbij lagen. Buitenom de insteek- en droogdokken lagen de USS Oglala, een mijnenlegger en de USS Helena (CL-50), een lichte kruiser. Verderop de kade en tevens de vaargeul was de droogdok nº 1, waarin het slagschip USS Pennsylvania, en de torpedobootjagers USS Cassin en USS Downes samen lagen.
Verderop aan Hospital Point lag een drijvende droogdok waarin de torpedojager USS Shaw in reparatie lag. Het geheel lag op het Hospital Island waar de grote seintoren stond en het latere belangrijke Hospital-Center.
Op het Hospital Eiland stond bijna iedereen te kijken toen die morgen zwermen Japanse vliegtuigen laag over de kanaalvaargeul raasden en plots bakboord draaiden richting de 9 aldaar liggende grotere schepen aan Ford Island.
Zij werden het eerst aangevallen waarbij de USS Arizona (BB-39) ontplofte, de USS California (BB-44) op de havenbodem zonk en de beide slagschepen USS Oklahoma (BB-37) en USS West Virginia (BB-48) kapseisden. Eerst dachten het droogdokpersoneel en de matrozen van de aldaar liggende schepen, dat het Amerikaanse luchtvlootoefeningen waren.
Maar zo vroeg in de morgen en op zondag, was wel verwonderlijk. Ook toen ze de rode bollen op de vleugels en flanken van de vliegtuigen zagen, drong het tot hen door dat er iets niet klopte...
Toen men de torpedo- en bominslagen hoorden, drong het tot hen door dat het geen oefening, maar menens was. De oorlog was voor de Amerikanen uitgebroken...
Er werd algemeen alarm geblazen zodat iedereen naar zijn gevechtsposten liep. De eerste golf Japanse vliegtuigen hadden de slagschepen vernield en beschadigd nabij Ford Island, toen een tweede golf bommenwerpers zich naar de droogdokken richtten. De torpedobootjager USS Shaw werd getroffen en ontplofte in het drijvende droogdok. Vervolgens raasden de Aichi bommenwerpers over Dry Dock Number One Navy Yard en bestookten de USS Pennsylvania en de twee torpedobootjagers. De USS Downes zonk op zijn ligplaats aan stuurboord in het dok, terwijl de USS Cassin omsloeg tegen de USS Downes naar zijn stuurboordzijde. Ze lag geprangd tegen de dokkade en de stutbalken met haar onderschip, en met haar opbouw tegen de USS Downes.
Een bom viel op de bakboordkaderand voor het slagschip dat tegelijk zelf enkele bomtreffers kreeg. Tegelijkertijd viel een te vroeg geloste bom op de droogdokkade aan stuurboord van het slagschip.
De twee torpedobootjagers begonnen te branden en verloren stookolie in het volgelopen droogdok. Deze stookolie vatte vuur en breidde zich uit in het droogdok. De stuurboordsteven van de USS Pennsylvania vatte vuur en hierdoor blakerde de verf eraf. Meteen werd er geblust en de vuurvattende stookolie van de voorliggende beschadigde en brandende torpedoboten, weggespoten van het slagschip. De stevenwanden werden afgekoeld met bluswater om te vermijden dat de binnenin liggende munitiekamers, niet zouden oververhit geraken en catastrofaal ontploffen.
Nadat de aanvalsgolf voorbij geraasd was en duchtig op hen werd geschoten door de vele oorlogsschepen en walbatterijen, die in de buurt waren van het droogdokkencomplex, stagneerde de aanval aldaar. De Japanners concentreerden hun aanvallen meer op Ford Island, op schepen die aan de noordoostzijde van Ford eiland lagen, de vliegvelden, de kazernes en zelfs Honolulu. Alle kregen het te verduren.

## De schade
Er werd schade vastgesteld aan het voorste deel van de opbouw van het schip. De bommen hadden de borstweringen, verschansing en de kraanarm vernield, uitboord van nº 9. De grote reddingssloep op het bovendek was totaal vernield.
De onderliggende galerij in 30-1B STS en een massa staal was opengescheurd.
Een bom had de vuurmonden vernield en een groot gat geslagen in het opperdek.
De vuurgeleiding was eveneens beschadigd. De bemanning in ruimte A-704 aan het hoofddek, moesten de nº 9 kanon en het bovendek, waarop het kanon stond, onderstutten. De ingang naar de mess-officieren aan stuurboord-ingang A-704 was de wand door een inslag beschadigd. Een granaat had een gat geboord in de ijzeren wand.
De bootskraanarm was dubbelgeplooid en het schuildek nº 9 was ernstig beschadigd door een 800 kg bom. Vanaf de kanaalgeul naar de 1010-haven (Tien-tien-haven) en langszij Pier 1010 (Pier Tien-tien) zag men de geopende volgelopen droogdok met het slagschip en de voorin liggende brandende torpedojagers. Nadat het droogdok gelijkstond met het havenwater werden de droogdokdeuren opengedraaid, om de relatief weinig beschadigde USS Pennsylvania er nog uit te laten, vooraleer er een volgende aanval kwam. Aan de Pierkade 1010 lag de lichte kruiser USS Helena hevig te branden met daarachter, eveneens ietwat van de kade de gekapseisde mijnenlegger USS Oglala. Deze lag op haar stuurboordzijde gekanteld. Voorts werd volgens het schadeverslag de USS Pennsylvania door lichter geschut getroffen, maar niet ernstig geraakt. Bij de aanval vielen er 15 doden, waren er 14 vermisten en 32 gewonden, allen gevallen in actie.

## Verdere loopbaan
Op 20 december 1941 vertrok ze naar San Francisco, naar Mare Island voor grootscheepse herstelling en vernieuwing. Deze verbouwing duurde tot 30 maart 1942. Februari 1942 - Het slagschip kreeg 270mm-kanonnen en eventuele herplaatsing door meer effectievere 40 mm Bofors-snelvuurkanonnen. 2 maart - Op Mare Island werd de USS Pennsylvania geheel hersteld. Ze kreeg bovendien twee bepantserde 125 mm/25 kaliber kanonnen, drie 125 mm /51 cal. kanonnen en 20 mm Oerlikons op de bovendekken. Ze kreeg eveneens een moderne bovenbouw met radar- en navigatiemasten, terwijl haar vooroorlogse driepootmasten werden verwijderd. Dit alles gebeurde in 135 dagen.
Voor de rest van de tijd lag ze in Reserve Dienst. Men zag toen al in, ondanks de vernieuwingen, dat het tijdperk van het individuele slagschip voorbijgestreefd was. Ze dienden nog alleen ter ondersteuning tijdens landingen voor de invasietroepen. De vliegdekschepen met hun vliegtuigen waren de belangrijkste oorlogsbodems geworden. Zij moesten beschermd worden door torpedobootjagers, vliegtuigen, kruisers, en als het kon door een enkele slagschip. Tijdens de zeeslagen had men ondervonden dat de vliegdekschepen het belangrijkste doelwit waren voor beide kampen. Andere ondersteunende oorlogsbodems werden nadien aangevallen of, als ze zonder vliegdekschip meevoeren, daadwerkelijk aangevallen.
Op 1 april 1943 was ze op de Puget Sound in de staat Washington op patrouille voor de vermoedelijke nakende Japanse inval op de Aleoeten, Alaska. Dit bleek later een afleidingsmanoeuvre van de Japanners te zijn. Niettegenstaande sneuvelden er toen 78 Amerikaanse soldaten op de Aleoeten.
Op 12 augustus 1943 was ze in de Adak Bay, bij Adak, Aleoetisch Alaska, juist voor de Kiska Operatie.
November 1943 - Het slagschip keerde terug naar Pearl Harbor na haar ondersteuning van de invasie op de Gilberteilanden.
In juli 1944 bombardeerde ze de zware batterijen en stellingen van de Japanners op Guam.
Op 20 oktober 1944 bombardeerde ze de Japanse stellingen en zware geschutsbatterijen op Leyte. Tijdens de Slag in de Golf van Leyte kreeg ze het te verduren van Kamikaze-Aichi D3A-"Kate" aanvallen van Japanse zelfmoordpiloten.
Nog in oktober 1944 was ze in de Golf van Lingayen gedurende de herovering van de Filipijnen. In slaglinie voer de USS Pennsylvania op kop met daarachter de USS Colorado (BB-45), de zware kruisers USS Louisville (CA-28) en USS Portland (CA-33), gevolgd door de lichte kruiser USS Colombia (CL-56).
12 augustus 1945 - Het slagschip kreeg een torpedovoltreffer aan bakboord.
Ze lag laag op het water na de inslag, bijna met haar hoofddek iets boven water. Men liet haar stranden op een ondiepte en alle bruikbare pompen en een reparatieschip kwamen eraan te pas om het schip te lichten.
Een drijvende droogdok, de ABSD-3 kwam erbij te pas, zodat de USS Pennsylvania in het droogdok werd gelegd en naar Guam, in de Marianen Eilanden werd gesleept. Haar romp werd hersteld maar de bovenbouw, die beschadigd was door kamikaze- en bomtreffers, werd niet hersteld. In 1945 werd ze ontdaan van haar nog bruikbare bewapening en materieel. Ze was bestemd voor andere doeleinden.
Op 15 maart 1946 vertrok ze naar de Bikini Atol voor de atoomproeven van Operatie Crossroad. Het slagschip overleefde de atoombomproeven zoals de USS Nevada (BB-36) o.a., en werd naar Kwajalein teruggebracht en voorlopig opgelegd. Men had toen geen notie van mogelijke kans op een groot stralingsgevaar. Alhoewel er men een studie naar deed met behulp van geigertellers. Op 29 augustus 1946 werd ze volledig van de Navydienst geschrapt en opgelegd.
10 februari 1948 - Na bestudeerde explosies op het afgedankte slagschip, werd ze daarna gebruikt voor doelschieting door andere Navy-oorlogsschepen nabij Hawaï. Daar zonk ze uiteindelijk op 19 februari 1948 voor de Hawaïaanse kust naar de zeebodem.

## USS Pennsylvania (BB-38)
- Klasse: Pennsylvania-klasse
- Type: Slagschip US Navy
- Werf: Newport News Shipbuilding and Dry Dock Co. (Newport News, Virginia, USA)
- Gebouwd: 27 oktober 1913
- Te water gelaten: 16 maart 1916
- In dienst gesteld: 12 juni 1916
- Uit dienst gesteld: 10 februari 1946
- Als doelschip: 10 februari 1948
- Einde loopbaan: 19 februari 1948

### Technische gegevens
- Lengte: 608 voet - 185 meter
- Breedte: 97,10 voet - 29,56 meter
- Diepgang: 28,90 voet - 8,80 meter
- Waterverplaatsing: 33.348 BRT
- Bemanning: 1.052 manschappen
- Max. snelheid: 21 knopen
- Machine: Geared Turbines - 4 schroeven
- Vermogen: 33.375 Pk

### Bewapening
- 4x3 = 12 350 mm /45 kanonnen
- 12x1 = 12 x 125 mm/51 kanonnen
- 8x1 = 8 125 mm /25 luchtafweerkanonnen
- 2 vliegtuigen - 2 katapulten